# Trofeo World Rugby Under-20
Il Trofeo World Rugby Under-20 (in inglese World Rugby Under 20 Trophy) è una competizione internazionale di rugby a 15 organizzata da World Rugby e destinata a squadre nazionali composte da giocatori dell'età massima di 20 anni.
Istituito nel 2008 come Trofeo mondiale giovanile di rugby (in inglese IRB Junior World Rugby Trophy) dell'allora International Rugby Board, è il torneo cadetto Under-20 parallelo al Campionato World Rugby Under-20, la competizione principale.
Esso è riservato alle squadre nazionali di seconda fascia di detta categoria d'età, le quali non prendono parte alla competizione principale, il Campionato World Rugby Under-20. Esiste un meccanismo di promozione e retrocessione tra le due competizioni, per cui la prima classificata del Trofeo viene promossa all'edizione successiva del campionato e l'ultima classificata del campionato viene retrocessa all'edizione successiva del trofeo.
La prima edizione del Trofeo è stata istituita nel 2008, lo stesso anno in cui ha preso il via il torneo principale. Il primo Paese a ospitare tale competizione è stato il Cile, e la prima nazionale Under-20 a vincerla è stata quella dell'Uruguay.

## Albo d’oro
| Edizione | Paese organizzatore                                    | Vincitore                                              | Finalista                                              | 3º classificato                                        | 4º classificato                                        |
| -------- | ------------------------------------------------------ | ------------------------------------------------------ | ------------------------------------------------------ | ------------------------------------------------------ | ------------------------------------------------------ |
| 2008     | Cile                                                   | Uruguay                                                | Cile                                                   | Georgia                                                | Romania                                                |
| 2009     | Kenya                                                  | Romania                                                | Stati Uniti                                            | Cile                                                   | Kenya                                                  |
| 2010     | Russia                                                 | Italia                                                 | Giappone                                               | Russia                                                 | Romania                                                |
| 2011     | Georgia                                                | Samoa                                                  | Giappone                                               | Georgia                                                | Uruguay                                                |
| 2012     | Stati Uniti                                            | Stati Uniti                                            | Giappone                                               | Tonga                                                  | Georgia                                                |
| 2013     | Cile                                                   | Italia                                                 | Canada                                                 | Cile                                                   | Giappone                                               |
| 2014     | Hong Kong                                              | Giappone                                               | Tonga                                                  | Stati Uniti                                            | Uruguay                                                |
| 2015     | Portogallo                                             | Georgia                                                | Canada                                                 | Uruguay                                                | Tonga                                                  |
| 2016     | Zimbabwe                                               | Samoa                                                  | Spagna                                                 | Figi                                                   | Namibia                                                |
| 2017     | Uruguay                                                | Giappone                                               | Portogallo                                             | Uruguay                                                | Namibia                                                |
| 2018     | Romania                                                | Figi                                                   | Samoa                                                  | Portogallo                                             | Namibia                                                |
| 2019     | Brasile                                                | Giappone                                               | Portogallo                                             | Tonga                                                  | Uruguay                                                |
| 2020     | Spagna                                                 | Edizione cancellata a causa della pandemia di COVID-19 | Edizione cancellata a causa della pandemia di COVID-19 | Edizione cancellata a causa della pandemia di COVID-19 | Edizione cancellata a causa della pandemia di COVID-19 |
| 2021     | Edizione cancellata a causa della pandemia di COVID-19 | Edizione cancellata a causa della pandemia di COVID-19 | Edizione cancellata a causa della pandemia di COVID-19 | Edizione cancellata a causa della pandemia di COVID-19 | Edizione cancellata a causa della pandemia di COVID-19 |
| 2023     | Kenya                                                  | Spagna                                                 | Uruguay                                                | Scozia                                                 | Samoa                                                  |
| 2024     | Scozia                                                 | Scozia                                                 | Stati Uniti                                            | Giappone                                               | Uruguay                                                |

### Partecipanti
| Squadra | 2008 | 2009 | 2010 | 2011 | 2012 | 2013 | 2014 | 2015 | 2016 | 2017 | 2018 | 2019 | 2023 | 2024 |
| --- | ---- | ---- | ---- | ---- | ---- | ---- | ---- | ---- | ---- | ---- | ---- | ---- | ---- | ---- |
| Brasile | -    | -    | -    | -    | -    | -    | -    | -    | -    | -    | -    | 7ª   | -    | -    |
| Canada | -    | -    | 6ª   | 5ª   | 6ª   | 2ª   | 7ª   | 2ª   | -    | 7ª   | 7ª   | 5ª   | -    | -    |
| Corea del Sud | 6ª   | 7ª   | -    | -    | -    | -    | -    | -    | -    | -    | -    | -    | -    | -    |
| Cile | 2ª   | 3ª   | -    | -    | 5ª   | 3ª   | -    | -    | -    | 5ª   | -    | -    | -    | -    |
| Figi | -    | -    | -    | -    | -    | -    | -    | 5ª   | 3ª   | 6ª   | 1ª   | -    | -    | -    |
| Georgia | 3ª   | -    | -    | 3ª   | 4ª   | -    | 5ª   | 1ª   | -    | -    | -    | -    | -    | -    |
| Giamaica | 8ª   | -    | -    | -    | -    | -    | -    | -    | -    | -    | -    | -    | -    | -    |
| Giappone | -    | -    | 2ª   | 2ª   | 2ª   | 4ª   | 1ª   | -    | -    | 1ª   | -    | 1ª   | -    | 3ª   |
| Hong Kong | -    | -    | -    | -    | -    | -    | 8ª   | 8ª   | 7ª   | 8ª   | 6ª   | 8ª   | 8ª   | 7ª   |
| Italia | -    | -    | 1ª   | -    | -    | 1ª   | -    | -    | -    | -    | -    | -    | -    | -    |
| Isole Cayman | -    | 8ª   | -    | -    | -    | -    | -    | -    | -    | -    | -    | -    | -    | -    |
| Isole Cook | 7ª   | -    | -    | -    | -    | -    | -    | -    | -    | -    | -    | -    | -    | -    |
| Kenya | -    | 4ª   | -    | -    | -    | -    | -    | -    | -    | -    | -    | 6ª   | 6ª   | 8ª   |
| Namibia | 5ª   | 5ª   | -    | -    | -    | 8ª   | 6ª   | 6ª   | 4ª   | 4ª   | 4ª   | -    | -    | -    |
| Paesi Bassi | -    | -    | -    | -    | -    | -    | -    | -    | -    | -    | -    | -    | -    | 5ª   |
| Papua Nuova Guinea | -    | 6ª   | 8ª   | -    | -    | -    | -    | -    | -    | -    | -    | -    | -    | -    |
| Portogallo | -    | -    | -    | -    | -    | 6ª   | -    | 7ª   | -    | 2ª   | 3ª   | 2ª   | -    | -    |
| Romania | 4ª   | 1ª   | 4ª   | -    | -    | -    | -    | -    | -    | -    | 8ª   | -    | -    | -    |
| Russia | -    | -    | 3ª   | 6ª   | 8ª   | -    | -    | -    | -    | -    | -    | -    | -    | -    |
| Samoa | -    | -    | -    | 1ª   | -    | -    | -    | -    | 1ª   | -    | 2ª   | -    | 4ª   | 6ª   |
| Scozia | -    | -    | -    | -    | -    | -    | -    | -    | -    | -    | -    | -    | 3ª   | 1ª   |
| Spagna | -    | -    | -    | -    | -    | -    | -    | -    | 2ª   | -    | -    | -    | 1ª   | -    |
| Stati Uniti | -    | 2ª   | -    | 7ª   | 1ª   | -    | 3ª   | -    | 5ª   | -    | -    | -    | 7ª   | 2ª   |
| Tonga | -    | -    | -    | -    | 3ª   | 5ª   | 2ª   | 4ª   | -    | -    | -    | 3ª   | -    | -    |
| Uruguay | 1ª   | -    | 5ª   | 4ª   | -    | 7ª   | 4ª   | 3ª   | 6ª   | 3ª   | 5ª   | 4ª   | 2ª   | 4ª   |
| Zimbabwe | -    | 7ª   | 8ª   | 7ª   | -    | -    | -    | -    | 8ª   | -    | -    | -    | 5ª   | -    |
| Legenda: Vincitore: promozione nel Campionato World Rugby Under-20 Vincitore: nessuna promozione applicata 2ª posizione 3ª posizione Paese organizzatore |      |      |      |      |      |      |      |      |      |      |      |      |      |      |